# Alpinia ptychanthera
Alpinia ptychanthera är en enhjärtbladig växtart som beskrevs av Karl Moritz Schumann. Alpinia ptychanthera ingår i släktet Alpinia och familjen Zingiberaceae. Inga underarter finns listade i Catalogue of Life.